# Демет Оздемир
Демет Оздемир (тур. Demet Özdemir; Измит, 26. фебруар 1992) турска је глумица и бивша плесачица. Позната је по улози Санем Ајдин у серији Сањалица и Асли Кочер у серији Мирис јагода.

## Приватни живот и каријера
Демет Оздемир је рођена 26. фебруара 1992. године. Она је најмлађе дете од њих троје у прородици. Преселила се у Истанбул са својом мајком, братом и сестром након развода њених родитеља, када је имала 7 година.
Њена бака је бугарска Туркиња. Она је емигрирала из Бугарске у Турску. Деметина бака и брат касније одлазе у Немачку 
У почетку је била резервни играч за групу "Бенгу" (тур. Bengü), а касније се прикључила плесној групи "Ефес девојке"(тур. Efes Kızları). Демет се затим појављује у музичком споту Мустафе Сандал "Ватра и заборав" (тур. Ateş Et ve Unut) ,а касније глуми на  FOX-овој новој серији "Открићу ти једну тајну" ( тур. Sana Bir Sır Vereceğim)са својим првим глумачким партнером Екином Кочом (тур. Ekin Koç).
Касније игра Ајлу у серији "Курт Шеит и Шура" (тур. Kurt Seyit ve Şura) и добија улогу Демет у филму "Испуни Обећање" (тур. Tut Sözünü). Затим игра главну женску улогу Асли у ТВ серији "Мирис јагоде" (тур. Çilek Kokusu).Такође се појављује у  музичком споту  Бенгу Ердан ( тур. Bengü Erdan)  "Трг Ходри" (тур. Hodri Meydan).
Од 2018. до 2019.,игра главну женску улогу Санем у турској романтичној комедији Сањалица (ТВ серија) са  Џаном Јаманом. Добија 2019. године награду за најбољу глумицу ове серије.
У новембру 2019. године постала је амбасадор бренда Пантен у Турској.
Тренутно игра  Зејнеп у серији  "Ти си мој дом" (тур. Doğduğun Ev Kaderindir ) са Ибрахимом Челиколом (тур. İbrahim Çelikkol). Серију је режирао OG Medya, а уредио је Чагри Бајрак (тур. Çağrı Bayrak) и премијерно емитована на ТВ8 25. децембра 2019. године. Серија је инспирисана новелом "Др. Гулсерен Будаџиоглу" (тур. Dr. Gülseren Budayıcıoğlu) "Девојка на прозору" (тур. Camdaki Kız).

## Филмографија
| Биоскоп    | Биоскоп                                                                           | Биоскоп             | Биоскоп        |
| Година     | Наслов                                                                            | Улога               | Опис           |
| ---------- | --------------------------------------------------------------------------------- | ------------------- | -------------- |
| 2015       | "Испуни обећање" (тур. Tut Sözünü)                                                | Демет               | Споредна улога |
| 2017       | "Са ким ти плешеш" (тур. Sen Kiminle Dans Ediyorsun)                              | Ајсел               | Главна улога   |
| Телевизија |                                                                                   |                     |                |
| Година     | Наслов                                                                            | Улога               | Опис           |
| 2013       | "Открићу ти једну тајну" (тур. Sana Bir Sır Vereceğim)                            | Ајлин Гундогду      | Главна улога   |
| 2014       | "Курт Шеит и Шура" "Курт Шеит и Шура"(тур. Kurt Seyit ve Şura)                    | Ајла                | Споредна улога |
| 2015       | "Мирис јагоде" "Мирис јагоде" (тур.Çilek Kokusu)                                  | Асли Кочер          | Главна улога   |
| 2016-2017  | "Соба: 309" (енг. Room Number: 309)                                               | Лале Јенилмез       | Главна улога   |
| 2018       | "Емисија Толг" (тур. Tolgshow)                                                    | Импровизација       | Гост           |
| 2018–2019  | "Птица раноранилица" (тур. Erkenci Kuş)                                           | Санем Ајдин         | Главна улога   |
| 2019–2021  | "Ти си мој дом" (тур. Doğduğun Ev Kaderindir)                                     | Зејнеп Гоксу Караџа | Главна улога   |
| 2023       | (тур. Adım Farah)                                                                 | Фарах Ершади        | Главна улога   |
| 2025       | (тур.Eşref Rüya)                                                                  |                     | Главна улога   |
| Реклама    |                                                                                   |                     |                |
| Година     | Реклама                                                                           | Улога               | Опис           |
| 2012       | Рекламно лице "Пегаза" (тур. Pegasus Hava Yolları)                                | -                   | [ 13 ]         |
| 2015       | Рекламно лице компаније бредна "Фреш" (тур. Fresh Company Markasının Reklam Yüzü) | -                   | [ 14 ]         |
| 2017       | "Гарниер" (енг. Garnier)                                                          | -                   | [ 15 ]         |
| 2019-2024  | "Пантен" (енг. Pantene)                                                           | Амбасадор бренда    | [ 16 ] [ 17 ]  |